# 汉中王
漢中王是一個諸侯王的封號。
- 更始帝政权封刘嘉为汉中王
- 東漢末年，地方軍閥、以復興漢室自任的劉備自封為漢中王（見漢中之戰）
- 李瑀，唐朝宗室，让皇帝李宪之子
- 南明时，朱存𰘌曾获封汉中王，后又袭封秦王。